# Euphorbia tenax
Euphorbia tenax là một loài thực vật có hoa trong họ Đại kích. Loài này được Burch. mô tả khoa học đầu tiên năm 1822.